# ビフォア・サンセット
『ビフォア・サンセット』（Before Sunset）は、2004年のアメリカ映画。1995年の『恋人までの距離』（Before Sunrise）の続編にあたり、監督のリチャード・リンクレイターと主演の二人（イーサン・ホークとジュリー・デルピー）は前作と同じ。映画内の設定と同じく、実際に前作の9年後に撮影されている。監督に加えて二人の主演俳優も脚本を手がけており、 第77回アカデミー賞の脚色賞には3人がノミネートされた。
物語は、この二人の会話を中心に展開し、それ以外に物語に係わってくる登場人物は少ない。また、映画内の時間がほぼ現実の時間と同時進行するように作られている。
本作の続編は、2013年の『ビフォア・ミッドナイト』（Before Midnight）。

## あらすじ
ウィーンでの出会いから9年後、あの一夜のことを描いた小説『This Time』で作家となったジェシーは、小説のプロモーションでパリの書店を訪れる。小説の結末は曖昧に終わっており、インタビューでは小説が実話であるなら、実際は再会できたのかと尋ねられる。答えをはぐらかすジェシーがふと横を見ると、そこにはセリーヌが立っている。驚くジェシーを見て、セリーヌはほほ笑む。
ジェシーはプロモーションの対応をそそくさと済ませると、店の外で待っているセリーヌのところへ向かう。再会を喜んだ二人は、ジェシーの飛行機が出るまでの間、秋のパリを歩き回ることにする。
9年前に再会を約束した12月16日に、ジェシーはウィーンを再訪したのだが、セリーヌはブダペストに住む祖母が亡くなったために、葬儀で行くことができなかった。その後、セリーヌはニューヨークに留学し、現在はグリーン・クロスの仕事に就いていた。ジェシーは結婚して男児の父となったが、妻との関係はうまくいっていない。セリーヌのほうも、交際して別れた男たちが次々と自分以外の女性と結婚したことに傷ついていた。会話を重ねるごとに、二人は9年前の出会い以来、互いを忘れられずにいたことを知る。
カフェに立ち寄り、観光客向けの遊覧船に乗って過去や近況、それぞれのパートナーのことを語り合ううちに、飛行機の出発時間は近づき、ジェシーはセリーヌを送迎車で家まで送ると言う。セリーヌのアパートの前で二人は抱き合う。少しでも長く一緒にいたいジェシーは、部屋でセリーヌが作った歌を聴かせてほしいとせがむ。セリーヌはギターを弾きながら、ジェシーへの想いから作ったワルツを歌う。
もう一曲とせがむジェシーをセリーヌは拒み、カモミール・ティーを淹れる。お茶を待つ間、ジェシーはプレイヤーでニーナ・シモンのCDをかける。セリーヌは『ジャスト・イン・タイム』に合わせて踊りながら、シモンの口調を真似て「飛行機に乗り遅れるわよ」と言う。ジェシーは「知ってるよ」と答える。

## キャスト
| 役名                 | 俳優                       | 日本語吹替 |
| -------------------- | -------------------------- | ---------- |
| ジェシー・ウォレス   | イーサン・ホーク           | 宮本充     |
| セリーヌ             | ジュリー・デルピー         | 岡本麻弥   |
| 書店員               | ヴァーノン・ドブチェフ     | 長克巳     |
| 中庭の女性           | マリー・ピレ               | 田村聖子   |
| バーベキューをする男 | アルバート・デルピー       |            |
| ジャーナリスト       | ルイーズ・レモワン・トレス | 五十嵐麗   |
| ジャーナリスト       | ロドルフ・ポリー           | 平川大輔   |
| フィリップ           | ディアボロ                 | 根津貴行   |
| 船の係員             | デニス・エブラール         |            |

## 劇中歌
オープニングで流れる「An Ocean Apart」、セリーヌの部屋で歌われる「A Waltz For A Night」と、エンドロールで流れる「Je T'aime Tant」は、演じるジュリー・デルピーが作ったもの。
部屋でかけるCDはニーナ・シモンの「Just In Time」。

## プロダクション・ノート
- 撮影は15日間で行われた。
- セリーヌの家に入る前に、話しかけてくる女性と、庭でバーベキューをする男を演じるのは、ジュリー・デルピーの実の両親で俳優のアルバート・デルピーとマリー・ピレ。
- 監督と主演の二人は一作目のあとに『ウェイキング・ライフ』 (2001年)でも再び組んだ。このアニメ映画を作る過程で、3人で部屋にこもって、アイデアを出し合ったことがあったという。その作業が楽しく感じられたことが、この作品での共同脚本執筆につながった。現場で即興で加えられた部分もあるが、撮影前にお互いに長く話し合ったことで、脚本はほぼ完成した状態で撮影を行った。[4]
- この映画の直後、イーサン・ホークは離婚したが、原因がこの映画にあるのではないかと疑われ[5]、ジュリー・デルピーにもインタビューが廻った際、彼女は「イーサンは役にのめり込むタイプだから……」と答えている[要出典]。さらにホークとデルピーが親密そうにしている写真等が出回ったが、ホーク側は家庭崩壊の原因がデルピーでないと語り、後にホークと子守のライアン・ショーヒューズとの不倫が原因であることが明らかになった。ホークとデルピーの噂は、元妻ユマ・サーマンとデルピーが犬猿の仲だったという話から飛び火したのではないかと言われている[要出典]。

## 参照
1. ↑  “Before Sunset - Countries of origin” (英語).  IMDb. 2024年11月4日閲覧。
2. 1 2  “Before Sunset (2004)”.  Box Office Mojo. 2010年11月8日閲覧。
3. ↑  https://www.allmusic.com/album/before-sunset-and-before-sunrise-mw0000206198
4. ↑  イーサン・ホーク＆ジュリー・デルピーが明かす『恋人までの距離』『ビフォア・サンセット』続編の苦労！ cinematoday.jp 2013年12月21日閲覧
5. ↑  Dan Halpern (2005年10月8日). “Another sunrise”. The Guardian 2007年8月10日閲覧。